# قشر خلفی‌جانبی پیش‌پیشانی
قشر پشتی جانبی پیش‌پیشانی مغز که در انگلیسی از آن به عنوان Dorsolateral Prefrontal Cortex یا DLPFC (دی‌ال‌پی‌اف‌سی) یاد می‌شود، یک منطقه از قشر پیش‌پیشانی مغز پستانداران انسان و غیر انسان است. این بخش یکی از آخرین بخش‌های مشتق شده از مغز انسان است. این بخش تحت یک دوره طولانی مدت که از دوران بلوغ تا بزرگسالی طول می‌کشد، در حال پیشرفت و تکامل است. بخش دی‌ال‌پی‌اف‌سی بیشتر از آن که صرفاً یک ساختار آناتومی و تشریحی باشد یک ساختار کارکردی و عملکردی است. این بخش در شکنج میانی پیشانی انسان قرار گرفته‌است (یعنی بخش جانبی منطقه ۹ و 46ناحیه برودمن). در میمون‌ها، ای بخش در شیار اصلی مغز قرار دارد (یعنی در ناحیه 46برودمن). بر اساس منابع دیگری برخی بخش دی‌ال‌پی‌اف‌سی را به صورت آناتومیکی و تشریحی به ناحیه ۹ و 46 برودمن و برخی دیگر این بخش را به ناحیه ۸، ۹ و ۱۰ برودمن نسبت داده‌اند.
بخش دی‌ال‌پی‌اف‌سی با بخش orbitofrontal قشر مغز، تالاموس، بخش‌هایی از عقده‌های قاعده‌ای (مخصوصاً هسته دمی‌وار)، هیپوکامپ، مناطق اشتراکی اولیه و ثانویه نوقشر (ازجمله نواحی پس‌سری، آهیانه و خلفی-گیج گاهی) در ارتباط است.هم‌چنین بخش دی‌ال‌پی‌اف‌سی، یک نقطهٔ پایان برای مسیر خلفی است که در ارتباط با چگونگی و نحوه تعامل با محرک است.
یک عملکرد مهم بخش دی‌ال‌پی‌اف‌سی، کارکردهای اجرایی مانند حافظه کاری، توجه و تمرکز، انعطاف‌پذیری شناختی، برنامه‌ریزی، مهار و استدلال انتزاعی و استنتاج است.اما دی‌ال‌پی‌اف‌سی به‌صورت منحصربه‌فرد مسئول عملکردهای اجرایی نیست، تمامی فعالیت‌های ذهنی نیازمند مدارهای اضافی قشری و زیرقشری هستند که با بخش دی‌ال‌پی‌اف‌سی در ارتباط هستند. بخش دی‌ال‌پی‌اف‌سی هم‌چنین یکی از بالاترین سطح‌های نواحی قشری مغز است که در استراتژی و حل مشکل، حافظه، توجه و تمرکز، برنامه‌ریزی حرکتی، مقررات و سازمان‌دهی حرکتی درگیر است.

## ساختار
DLPFC یک بخش ساختاری شناخته شده آناتومی نیست و بلکه یک بخش ناحیه عملکردی است که بین ناحیه ۴۶ و ۹ برودمن میباشد و به دلیل محل قرارگیری آن در مشاهدات fMRI بسته به جنسیت، سن، اختلالات روانی و یا عملکردی فعالیت آن نشان دهنده تفاوت های بسیار آشکار می‌باشد.
ازآنجایی‌که دی‌ال‌پی‌اف‌سی از نورونهای انتخابی مکانی تشکیل شده‌است، این بخش دارای یک سری مدارهای نورونی است که تمامی طیف زیرمجموعه‌های لازم جهت استخراج یک پاسخ جمعی و یکپارچه را شامل می‌شود، مانند: ورودی‌های حسی، نگهداری در حافظه کوتاه‌مدت و کد کردن سیگنال‌های مربوط به حرکت.از لحاظ تاریخی، دی‌ال‌پی‌اف‌سی توسط اتصال‌ها و ارتباط‌های آن با بخش‌های فوقانی قشر آهیانه مغز، بخش خلفی آهیانه قشر مغز، بخش قدامی و خلفی کمربندی قشر مغز، قشر حرکتی اولیه مغز، بخش پس‌پینه‌ای (Retrosplenial) قشر مغز و مخچه تعریف می‌شود. این اتصال‌ها و ارتباط‌ها این امکان را فراهم می‌کند که دی‌ال‌پی‌اف‌سی درحالی‌که از بخش‌های نام برده شده اطلاعات دریافت می‌کند، فعالیت آن‌ها را نیز تنظیم می‌کند.

## کارکرد

### کارکردهای اولیه
قشر پشتی جانبی پیش‌پیشانی از دیدگاه دخالت در عملکردهای اجرایی و درگیر بودن در آن‌ها شناخته‌شده‌است. این عملکردهای اجرایی به‌طور کلی در حیطهٔ مدیریت فرآیندهای شناختی استکه شامل حافظه کاری، انعطاف‌پذیری شناختی و برنامه‌ریزی است. یک سری از تست‌ها و آزمون‌ها که در تحقیقات روی بخش دی‌ال‌پی‌اف‌سی به‌صورت برجسته مورد استفاده قرار گرفته‌است، آزمون A-not-B، آزمون پاسخ تاخیردار و آزمون‌های بازیابی اجسام است. تستی که با ترکیب کردن آزمون A-not-B و پاسخ تاخیردار ایجاد می‌شود، یکی از قوی‌ترین آزمون‌های رفتاری است که با دی‌ال‌پی‌اف‌سی در ارتباط است. در این آزمون فرد مورد مطالعه وظیفه دارد که پس از یک مدت‌زمان مشخص جسمی که پنهان شده‌است را پیدا کند. انجام این آزمون نیازمند نگهداری اطلاعات در ذهن (حافظه کاری) است که باورها بر این است که این کار بر عهده دی‌ال‌پی‌اف‌سی است. اهمیت نقش دی‌ال‌پی‌اف‌سی در امور مربوط به حافظه کاری توسط مطالعاتی که روی میمون‌های بزرگسال انجام شده، تقویت شده‌است. در این مطالعه ضایعه‌ها و آسیب‌هایی که دی‌ال‌پی‌اف‌سی میمون را تخریب کرده‌است، عملکرد میمون در پاسخ به آزمون A-not-B/پاسخ تاخیردار را دچار اختلال کرده‌است، درصورتی‌که تخریب قسمت‌های دیگر مغز توسط این ضایعه‌ها روی عملکرد میمون در پاسخ به آزمون اثر مخربی نداشته‌است.
قشر پشتی جانبی پیش‌پیشانی برای به حافظه سپردن موردهای تکی مورد نیاز قرار نمی‌گیرد. در نتیجه آسیب به بخش خلفی‌جانبی پیش‌پیشانی قشر مغز حافظه بازشناختی را دچار اختلال نمی‌کند.اما اگر دو مورد که در حافظه هستند باید نسبت به هم مقایسه شوند آنگاه به دی‌ال‌پی‌اف‌سی نیاز پیدا خواهد شد. افرادی که دارای دی‌ال‌پی‌اف‌سی آسیب دیده هستند حتی پس از این‌که به آن‌ها چند مرتبه فرصت داده شده‌است که از بین دو تصویر، تصویری که در گذشته دیده‌اند را انتخاب کنند، قادر به شناسایی تصویر نشده‌اند.علاوه بر این، این افراد مورد مطالعه هم‌چنین در تست مرتب‌سازی کارت ویسکانسین، موفق نشده‌اند. در این تست فرد باید هر کارت را با توجه به کارت‌های قبلی که مرتب کرده‌است و طبق قانون در ادامه کارت‌های دیگر قرار دهد، چون در این تست نیاز به مقایسه بین کارت فعلی و کارت قبلی هست، افراد مورد مطالعه موفق به انجام این تست به‌طور صحیح نشده‌اند.علاوه بر این به‌عنوان دی‌ال‌پی‌اف‌سی معاملات با بیداری فکر و تست واقعیت آن است که فعال زمانی که یک خواب است.شایان ذکر است که دی‌ال‌پی‌اف‌سی با فکر بیدار و تست‌های واقعی سروکار دارد و زمانی که یک نفر خواب است، دی‌ال‌پی‌اف‌سی فعالیت نمی‌کند. هم‌چنین دی‌ال‌پی‌اف‌سی اغلب با اختلال در رانندگی، توجه و انگیزه مرتبط است.بیمارانی که در دی‌ال‌پی‌اف‌سی خود دارای آسیب جزئی هستند، نسبت به محیط پیرامون خود بی‌توجهی نشان می‌دهند. هم‌چنین این افراد از خودپنداری در رفتار و زبان محروم هستند. این بیماران نیز ممکن است که نسبت به افراد و حوادثی که می‌شناسند، سطح هشدار کمتری دارند. آسیب رسیدن به این منطقه در یک فرد، نیز منجر به فقدان انگیزه برای انجام امور برای خود فرد و دیگران می‌شود.

#### تصمیم‌گیری
قشر پشتی جانبی پیش‌پیشانی هم در تصمیم‌گیریهای مربوط به حیطه اخلاق و هم در حیطه موارد پرمخاطره درگیر است؛ برای مثال زمانی که فرد می‌خواهد تصمیم بگیرد که چگونه یک سری منبع محدود را توزیع کند، دی‌ال‌پی‌اف‌سی فعال می‌شود. این منطقه هم‌چنین در مواقعی که فواید و هزینه‌های انتخاب‌های جایگزین در یک امر موردنظر هستند، فعال است. به‌طور مشابه، زمانی که گزینه‌های برای انتخاب یک جایگزین وجود دارد، دی‌ال‌پی‌اف‌سی با سرکوب کردن وسوسه‌های موجود در بالا بردن نفع شخصی در یک تصمیم، در راستای اتخاذ یک تصمیم عادلانه فعالیت می‌کند.

#### حافظه کاری
حافظه کاری سامانه‌ای است که به‌صورت فعال چند تکه از اطلاعات گذرا را در ذهن نگه می‌دارد و در حافظه کاری اطلاعات می‌توانند دست‌کاری شوند. دی‌ال‌پی‌اف‌سی برای حافظه کاری از اهمیت بالایی برخوردار است؛ کاهش فعالیت در این منطقه با عملکرد ضعیف حافظه کاری هم‌بستگی دارد. علاوه بر دی‌ال‌پی‌اف‌سی مناطق دیگری در مغز نیز وجود دارد که در امور مربوط به حافظه کاری دخالت دارند و درگیر هستند.بحثی که در حال حاضر وجود دارد این هست که آیا دی‌ال‌پی‌اف‌سی مختص یک نوع مشخص از حافظه کاری مانند مکانیسم‌های محاسباتی برای رصد کردن و دست‌کاری کردن موارد است، یا این‌که مختص یک مضمون و محتوای مشخص مانند اطلاعات بینایی-مکانی است که یک مختصات ذهنی از حوزه مکان را ارائه می‌دهد.
هم‌چنین باورهایی مبتنی بر این‌که کارکرد دی‌ال‌پی‌اف‌سی در امور حافظه کاری کلامی و مکانی به ترتیب به نیم‌کره چپ و راست مرتبط است، وجود دارد. smith و همکارانش وجود اینکه حافظه کاری کلامی و مکانی به دو نیمکره مختلف مغز مربوط می‌شوند را مشاهده کرده‌اند. در تست‌های مربوط به حافظه کاری کلامی، عمدتاً بخش‌هایی از دی‌ال‌پی‌اف‌سی که در نیم‌کره چپ قرار دارد فعال شده و در تست‌های مربوط به حافظه کاری بصری، عمدتاً قسمت‌هایی از دی‌ال‌پی‌اف‌سی که در نیم‌کره راست قرار دارد فعال شده‌است. Murphy و همکارانش بر این باور بوده‌اند که هنگام انجام تست‌های حافظه کاری کلامی، قسمت‌هایی از دی‌ال‌پی‌اف‌سی که در هر دو نیم‌کره هستند فعال شده‌اند و در تست‌های مربوط به حافظه کاری مکانی، صراحتاً فقط قسمت‌هایی از دی‌ال‌پی‌اف‌سی که در نیم‌کره چپ قرار گرفته‌است، فعال شده‌است. Reuter و همکارانش به این نتیجه رسیده‌اند که میزان مختص شدن حافظه کاری کلامی و مکانی به قسمت‌های دی‌ال‌پی‌اف‌سی موجود در نیم چپ و راست در افراد جوان بیشتر است درحالی‌که در افراد پیر این خصوصی‌سازی کمتر مشاهده شده‌است. این باور وجود داشته‌است که احتمالاً، کاهش خصوصی‌سازی حافظه کاری کلامی و مکانی به دو نیم‌کره مغز به دلیل به کار گرفتن نورون‌های نیم‌کره مخالف به دنبال جبران کردن کاهش نورون‌ها با افزایش سن است.

### کارکردهای ثانویه
دی‌ال‌پی‌اف‌سی هم‌چنین ممکن است که در عواملی مانند فریب دادن و دروغ گفتن دخیل باشد، که در این صورت این ناحیه تمایل به گفتن حقیقت را سرکوب و مهار می‌کند. تحقیقات نشان داده‌است که می‌توان با استفاده از TMS روی ناحیه دی‌ال‌پی‌اف‌سی مانع توانایی فرد به گفتن دروغ یا حقیقت شد.
شواهد و مدارک نشان داده‌است که دی‌ال‌پی‌اف‌سی ممکن است در سازگاری رفتاری ناشی از تعارض داشته باشد، اتخاذ تصمیماتی که در تعارض با یک سری قوانین است گواهی برای این مسئله است. یکی از راه‌هایی که مسئله گفته‌شده با آن مورد آزمایش قرار گرفته‌است آزمون استروپاست، در این آزمون یک سری جوهر رنگی وجود دارد که روی آن اسم یک رنگ نوشته شده‌است، از فرد مورد مطالعه خواسته می‌شود که تا جایی که امکان دارد به‌سرعت نام رنگ جوهر را بگوید. تعارض زمانی رخ می‌دهد و افزایش پیدا می‌کند که نام نوشته‌شده روی رنگ با خود رنگ مطابقت نداشته باشد. در حین انجام آزمایش دنبال کردن فعالیت مغز افراد مورد مطالعه، یک فعالیت قابل ملاحظه را در ناحیه دی‌ال‌پی‌اف‌سی نشان داده‌است. فعالیت دی‌ال‌پی‌اف‌سی با عملکرد رفتاری در ارتباط بوده‌است که نشان می‌دهد این ناحیه دستورها سطح بالا را برای حل‌وفصل کردن تعارض‌ها در نظر می‌گیرد و ازاین‌رو در کنترل اتخاذ نقش مهمی بازی می‌کند.
دی‌ال‌پی‌اف‌سی هم‌چنین ممکن است با هوش انسان در ارتباط باشد. بااینکه حتی ارتباطی بین هوش انسان و دی‌ال‌پی‌اف‌سی دیده شده‌است اما بیانگر این نبوده‌است که تمامی هوش انسان تابعی از عملکرد دی‌ال‌پی‌اف‌سی است. به عبارت دیگر ممکن است که این ناحیه در گستره مقیاسی بزرگ‌تری به هوش عمومی نسبت داده‌شده باشد و در یک سری نقش‌های خاص درگیر باشد اما در همه نقش‌ها دخیل نیست. برای مثال با استفاده از تکنیک‌های تصویربرداری PET و fMRI نشان داده شده‌است که این ناحیه در استدلال‌های قیاسی و استقرایی نقش دارد. به‌طور خاص، زمانی که مغز درگیر پردازش امور مربوط به استدلال‌های قیاسی هست، قسمت‌هایی از دی‌ال‌پی‌اف‌سی که در نیم‌کره چپ قرار دارد به‌صورت خاص و پایدار فعال می‌شوند.
امکان دارد که دی‌ال‌پی‌اف‌سی در اضطراب‌های ناشی از تهدید نیز دخیل باشد. در یک آزمایش از شرکت‌کنندگان خواسته شده‌است که اعلام کنند، آیا مهار رفتاری در آن‌ها در حین انجام آزمایش رخ داده‌است یا نه. افرادی که از نظر رفتاری دچار مهار شده بوده‌اند به‌طورکلی میزان فعالیت تونیک بیشتری در قسمت‌های خلفی دی‌ال‌پی‌اف‌سی نیم‌کره راست دیده شده‌است. به‌صورت خاص افرادی که به‌صورت رفتاری مهار شده‌اند، احتمالاً اینکه در مواقع مواجهه با موقعیت‌های خاصی از تهدید، احساس استرس و اضطراب کنند بیشتر است. در یک نظریه، حساسیت اضطراب در راستای وجود هوشیاری ممکن است افزایش پیدا کند. مدارک موجود برای روشن‌سازی این نظریه، نتایج به‌دست‌آمده از تصویربرداری عصبی هنگام هوشیاری یک فرد است که فعالیت دی‌ال‌پی‌اف‌سی در آن مشهود است. به‌طور خاص، نظریه این است که اضطراب ناشی از تهدید ممکن است در ارتباط با فقدان در حل مسائل باشد که منجر به عدم قطعیت می‌شود. زمانی که یک فرد عدم قطعیت را تجربه می‌کند، ناحیه دی‌ال‌پی‌اف‌سی فعال می‌شود. به‌عبارت‌دیگر چنین فعالیت‌هایی به اضطراب ناشی از تهدید اشاره دارد.

#### شناخت اجتماعی
در میان لوب‌های ناحیه پیش‌پیشانی، به نظر می‌رسد که دی‌ال‌پی‌اف‌سی در عین حالی که کمترین تأثیر مستقیم را روی رفتارهای شناختی دارد، به‌وضوح و سازمان‌دهی شناخت اجتماعی کمک می‌کند. به نظر می‌رسد که دی‌ال‌پی‌اف‌سی از طریق عملکردهای خاص خودش در کارکردها و عملکردهای اجتماعی مشارکت دارد، برای مثال در موقعیت‌هایی اجتماعی پیچیده وضعیت را کنترل می‌کند. مناطق اجتماعی که در آن نقش دی‌ال‌پی‌اف‌سی مورد بررسی قرار گرفته‌است، به تعیین دیدگاه‌های اجتماعی و اهداف دیگران (نظریه ذهن) و سرکوب رفتار خودخواهانهو تعهد در یک رابطه را می‌پردازد.

#### رابطه با انتقال‌دهنده‌های عصبی
ببا توجه به اینکه دی‌ال‌پی‌اف‌سی تغییرات طولانی‌مدت دارد، یکی از تغییراتی که برای پیشرفت‌های شناختی زودرس به دی‌ال‌پی‌اف‌سی نسبت داده‌شده، افزایش سطح انتقال‌دهنده عصبی دوپامین در دی‌ال‌پی‌اف‌سی است. در مطالعاتی که در آن دریافت‌کننده‌های دوپامین در میمون‌ها مسدود شده بود، مشاهده شده‌است که میمون‌ها در آنجا آزمون A-not-B موفق نبوده‌اند، بطوریکه دی‌ال‌پی‌اف‌سی کلاً از روند شناختی حذف شده‌است. وضعیتی مشابه به قبل در حالتی که به میمون‌ها MPTP تزریق شده‌است رخ داده، که سطح دوپامین را در دی‌ال‌پی‌اف‌سی کاهش می‌دهد. حتی اگر مطالعات فیزیولوژیکی در مورد دخالت اقدامات کولینرژیک در مناطق زیر قشر وجود نداشته باشد، مطالعات رفتاری نشان داده‌اند که وجود انتقال‌دهنده‌های عصبی استیل کولین برای کارکرد حافظه کاری دی‌ال‌پی‌اف‌سی ضروری است.

## اهمیت بالینی

### اسکیزوفرنی
روان‌گسیختگی (اسکیزوفرنی) ممکن است که تا حدودی با فقدان فعالیت در لوب پیشانی در ارتباط باشد. ناحیه دی‌ال‌پی‌اف‌سی به‌صورت خاصی در افرادی که دچار اسکیزوفرنی مزمن هستند غیرفعال می‌شود. اسکیزوفرنی هم‌چنین وابسته به فقدان انتقال‌دهنده‌های عصبی دوپامین در لوب پیشانی هستند. اختلال‌های مربوط به دی‌ال‌پی‌اف‌سی در میان بیماران اسکیزوفرنی منحصربه‌فرد است به‌طوری‌که آن‌هایی که افسردگی در آن‌ها تشخیص داده شده‌است، فعالیت غیرعادی مشابهی در دی‌ال‌پی‌اف‌سی در طول حافظه کاری از خود نشان نمی‌دهند. حافظه کاری بر اساس کارکرد و پایداری دی‌ال‌پی‌اف‌سی است، بنابراین کاهش فعالیت در دی‌ال‌پی‌اف‌سی موجب می‌شود که بیماران مبتلا به اسکیزوفرنی عملکرد ضعیفی در کاراهای مربوط به حافظه کاری داشته باشند. عملکرد ضعیف باعث می‌شود که محدودیت‌های ظرفیتی در حافظه کاری به وجود آید که بیشتر از محدودیت‌های موجود در بیماران عادی است. فرآیندهای شناختی که به‌شدت به دی‌ال‌پی‌اف‌سی وابسته هستند مانند حافظه، توجه و دیگر فرآیندهای سطح بالا، کارکردهایی هستند که اگر یک بار تحریف شده باشند، موجب ایجاد بیماری می‌شوند.

### افسردگی
در دنبالهٔ مناطقی از مغز مانند دستگاه کناره‌ای، ناحیه دی‌ال‌پی‌اف‌سی نیز به‌شدت در اختلال افسردگی اساسی دخالت دارد. دی‌ال‌پی‌اف‌سی ممکن است که در حین ورود کردن به بیماری‌هایی که فرد در آن مرحله از بیماری دچار سرکوب احساسی شده‌است، موجب پیشرفت و ایجاد افسردگی شود. درحالی‌که به نظر می‌رسد که به‌صورت عادی دی‌ال‌پی‌اف‌سی در کارهای مربوط به حافظه کاری فعال می‌شود، کاهش حجم ماده خاکستری آن موجب کاهش در فعالیت آن خواهد شد. کارکردهای دی‌ال‌پی‌اف‌سی ممکن است که در بیماری افسردگی با کارکردهای ناحیه قدامی-میانی پیش‌پیشانی قشر مغز(VMPFC) در تلاقی باشد. این را می‌توان به چگونگی عملکردهای شناختی دی‌ال‌پی‌اف‌سی در درگیر کردن احساسات و عواطف، و هم‌چنین اثرات احساسی VMPFC روی درگیر کردن خودآگاهی و خود انعکاسی نسبت داد. تخریب یا آسیب در دی‌ال‌پی‌اف‌سی می‌تواند موجب افزایش بروز علائم افسردگی شود.

### استرس
قرار گرفتن در معرض شدید استرس می‌توان ناشی از وارد شدن آسیب به دی‌ال‌پی‌اف‌سی باشد. به‌طور خاص، استرس حاد تأثیر منفی روی عملکرد شناختی سطح بالا دارد که می‌توان به‌عنوان مثال از حافظه کاری یاد کرد که یکی از کارکردهای مربوط به دی‌ال‌پی‌اف‌سی است. در یک آزمایش محققان با استفاده از تکنیک تصویربرداری تشدید مغناطیسی کارکردی (fMRI) در حین انجام یک تست شناختی در یک محیط پر از استرس، فعالیت عصبی افراد را رصد کرده‌اند. زمانی که استرس به‌صورت موفقیت‌آمیزی افراد را مورد تأثیر قرار داد، فعالیت عصبی آن‌ها کاهش فعالیت حافظه کاری مربوط به دی‌ال‌پی‌اف‌سی را نشان داده‌است. این یافته نه‌تنها اهمیت دی‌ال‌پی‌اف‌سی در استرس را نشان می‌دهد بلکه این اندیشه را به ذهن می‌رساند که دی‌ال‌پی‌اف‌سی ممکن است که در بیماری‌های روانی دیگری نقش داشته باشد. در بیماران دارای اختلال استرس پس از سانحه، در طول جلسات درمانی از اعمال پالس TMS در فرکانس ۱۰ هرتز استفاده‌شده‌است و تأثیر مثبتی در روند درمان داشته‌است.

### سوء مصرف مواد
سوءمصرف مواد مخدر یا اختلال مصرف مواد با اختلال در عملکرد DLPFC و شبکه های مرتبط به آن در ارتباط است. در افرادی که مشکل سوءمصرف مواد و رفتار های اجباری دارند،  عملکرد این ناحیه تقلیل میابد و افزایش رفتارهای پرمخاطره قابل‌مشاهده است، که این امر وابسته به اختلال در کارکرد بازدارنده تکانش در DLPFC است. کارکردهای کنترلی اجرایی دی‌ال‌پی‌اف‌سی در افرادی که سوءمصرف مواد از خود نشان داده‌اند ممکن است که با کاهش عوامل خطر در ناحیه‌هایی مانند قشر کمربندی قدامی و اینسولا(insula) در ارتباط باشد. این ارتباط به‌صورت ضعیف در افراد سالم نیز مشاهده شده‌است، مانند افراد بیماری که تصمیم‌های پرمخاطره‌ای را اتخاذ می‌کنند که اتصالی بین ناحیه دی‌ال‌پی‌اف‌سی و اینسولا آن‌ها نیست. آسیب‌های دی‌ال‌پی‌اف‌سی ممکن است که منجر به عدم مسئولیت‌پذیری و آزادی برآمده از بازدارندگی و مهار کنترل روی تصمیمات شود و سوءمصرف مواد، پاسخی مشابه به تمایل یا الهام بخشی به فعالیت‌های جسورانه دارد.

#### الکل
الکل می‌تواند روی کارکرد قشر پیش‌پیشانی اثر داشته باشد و منجر به تنظیم الکل در بدن افراد الکلی شود. قشر کمربندی قدامی روی مهار کردن رفتارهای نامناسب از طریق پردازش اطلاعات و فرستادن آن‌ها به شبکه‌های اجرایی دی‌ال‌پی‌اف‌سی کار می‌کند. در یک تست که به اسم تست خطر کمبریج شناخته شده‌است، افرادی که سوءمصرف مواد دارند، فعالیت کمتری در ناحیه دی‌ال‌پی‌اف‌سی آن‌ها مشاهده شده‌است. در تست گردونه بخت (Wheel of Furtune) که مخصوص مشروبات الکلی است، نشان داده شده‌است که نوجوان‌هایی که در خانواده‌هایشان سابقه اعتیاد به الکل وجود داشته، فعالیت کمتری در دی‌ال‌پی‌اف‌سی آن‌ها دیده شده‌است. نوجوان‌هایی که سابقه اعتیاد به الکل در خانواده نداشته‌اند، چنین کاهش فعالیتی در دی‌ال‌پی‌اف‌سی آن‌ها مشاهده نشده‌است.